# CaixaBank

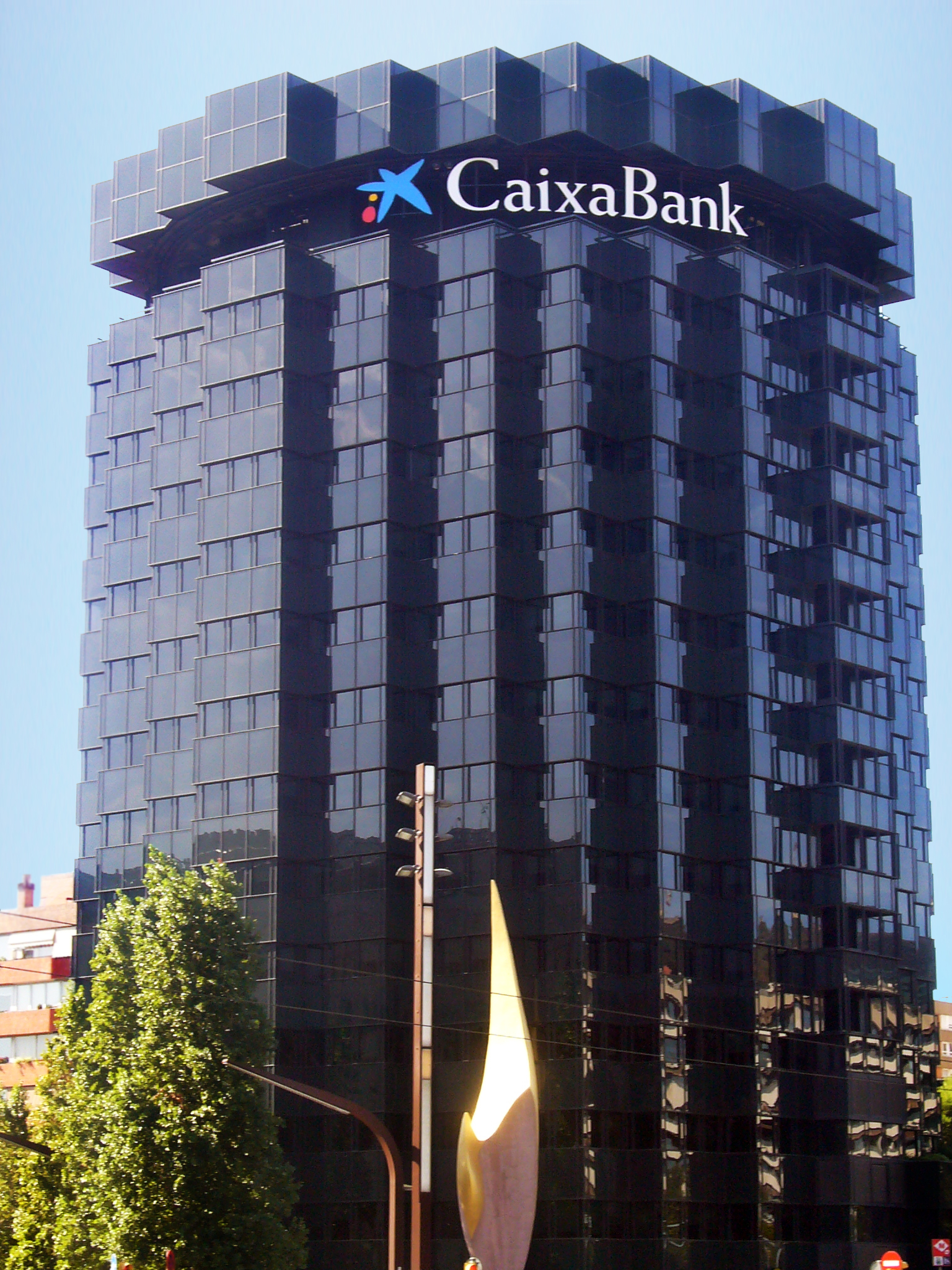
Здание CaixaBank на Проспекте
Диагональ в Барселоне.

CaixaBank Group, КайшаБанк Груп — третья крупнейшая банковская группа Испании, включающая CaixaBank, португальский банк BPI и другие компании. Штаб-квартира находится в Валенсии, операционные центры в Барселоне и Мадриде. Она была создана в 2011 году как Caja de Ahorros y Pensiones de Barcelona (La Caixa).
Акции компании котируются на Мадридской фондовой бирже и являются частью индекса IBEX 35; также котируются на фондовых биржах Барселоны, Валенсии и Бильбао.

## История
Формирование группы началось 12 декабря 1980 года регистрацией финансовой компании Grupo de Servicios. В середине 2000 года эта компания поглотила CaixaHoldings (держателя пакетов акций промышленных компаний и банков) и взяла себе её название. В 2007 году название было изменено на Criteria CaixaCorp, и её акции были размещены на Мадридской и Барселонской фондовых биржах(крупнейшее первичное размещение в Испании).
В начале 2011 года было принято реорганизовать компанию в банковскую группу CaixaBank. Основой банковской деятельности стал MicroBank de la Caixa, специализировавшимся на микрокредитовании; он вошёл в состав CaixaHoldings в 1994 году (до этого он назывался Banco de Europa и принадлежал Карлосу Ферреру Салату. Помимо банковской деятельности группа продолжала оставаться держателем акций Erste Bank (Австрия, 10 %), Bank of East Asia (Гонконг, 15 %), BPI (Португалия, 30 %), Boursorama (Франция, 20 %), Inbursa (Мексика, 20 %), Telefónica, Repsol и других компаний. 1 июля 2011 года CaixaBank начал работу.

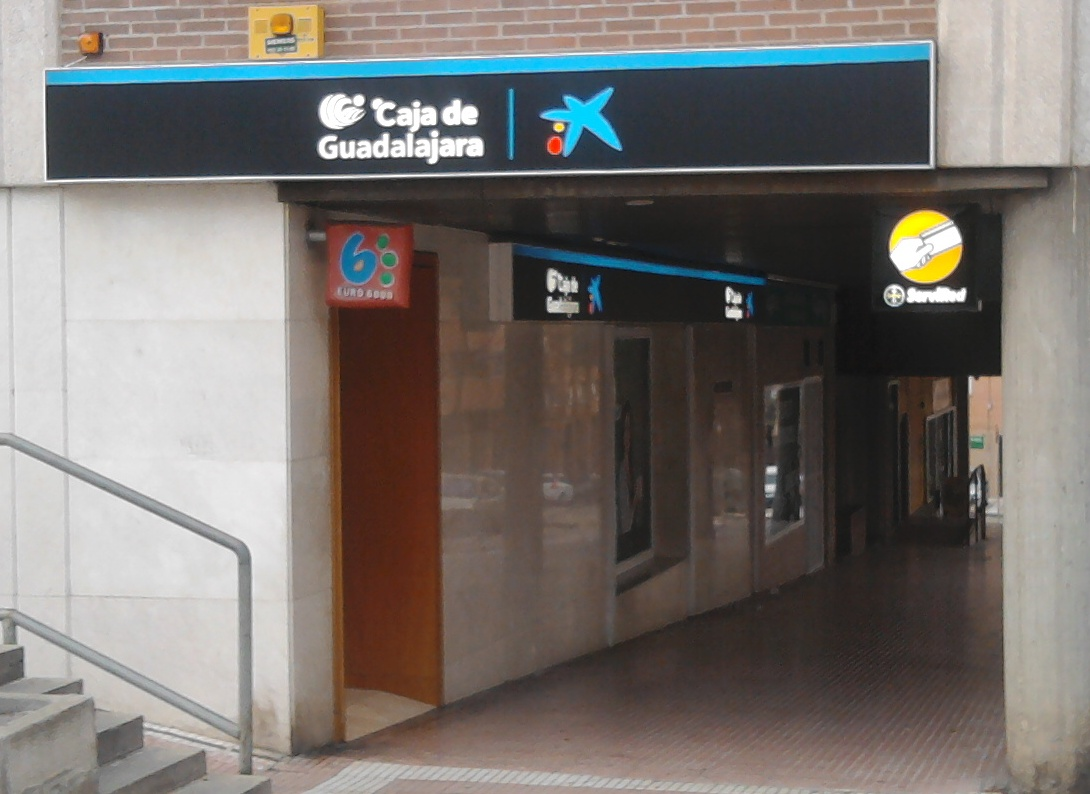
Офис CaixaBank в Гвадалахаре (Испания), работает под брендом Caja de Guadalajara после интеграции с Banca Civica.

23 марта 2012 CaixaBank было достигнуто соглашение о поглощении Banca Civica. Сберегательные банки, составлявшие Banca Civica, стали акционерами CaixaBank с 3,4 % капитала, в частности Caja Navarra (1,0 %), Cajasol (1,0 %), CajaCanarias (0,7 %) и Caja de Burgos (0,7 %).
27 ноября 2012 года Fondo de Reestructuración Ordenada Bancaria (FROB) провёл вливание капитала в размере 4,5 млрд евро в Banco de Valencia. После этого Banco de Valencia была передана CaixaBank за символическую цену в один евро (вместе с накопленным за 10 лет долгами). 4 апреля 2013 года Советы директоров CaixaBank и Banco de Valencia одобрили слияние.
31 августа 2014 года, CaixaBank согласился приобрести Barclays Bank S.A.U. (Barclays España) у Barclays Plc. за 800 млн евро. Соглашение исключило инвестиционно-банковский бизнес Barclaycard, и Barclays Bank PLC продолжал работать в Испании.14 мая 2015 г. CaixaBank завершила поглощение Barclays Bank, S.A.U. с 261 отделениями, они были добавлены в сеть CaixaBank, доведя количество офисов до 5438, а количество клиентов до 14 млн.
3 декабря 2015 года CaixaBank продали свою долю 17,24 % в Bank of East Asia (BEA) и 9,01 % мексиканской Grupo Financiero Inbursa (GFI), Criteria Caixa (CaixaBank крупнейший акционер). Criteria Caixa также выкупили 9,9 % своих акций у CaixaBank.
14 января 2016 года, CaixaBank объявили о создании «ImaginBank» — первого банка, который был основан в Испании для работы исключительно с помощью мобильного телефона.
31 мая 2016 года доля CaixaBank в Criteria Caixa была уменьшена до 46,9 %. В 2017 году штаб-квартира группы была перенесена из Барселоны в Валенсию.

## Деятельность

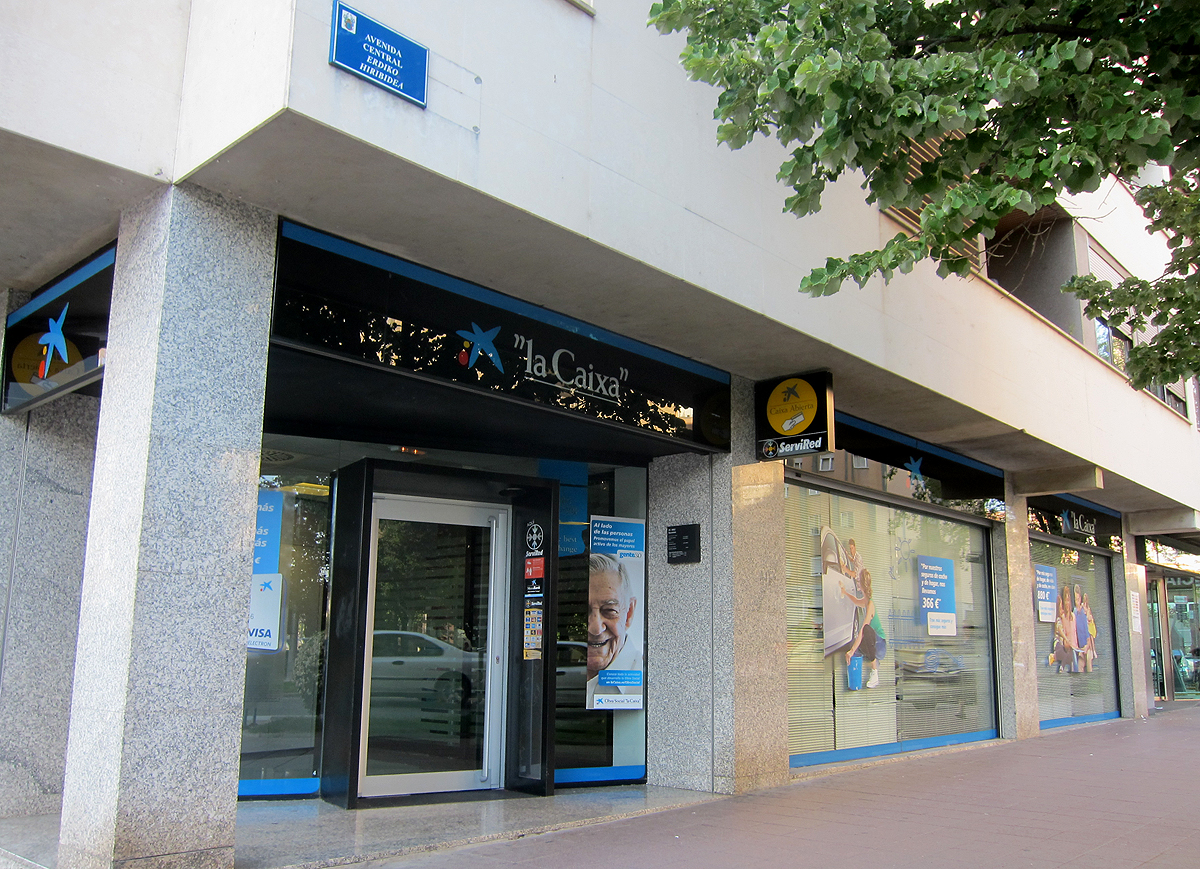
Офис CaixaBank работает под брендом «La Caixa» в Бараньяйне, Наварра.

Обслуживает 15,2 млн клиентов. Из выручки 8,41 млрд евро в 2020 году чистый процентный доход составил 4,9 млрд, комиссионные доход 1,9 млрд. Из 452 млрд активов 237 млрд составили кредиты клиентам; принятые депозиты составили 301 млрд. Более 90 % выручки приходится на Испанию, далее в порядке убывания значимости следуют Португалия, Ангола, Великобритания, Польша, Франция, Германия, Марокко.
Основные подразделения:
- банкинг и страхование — банковские и страховые услуги в Испании и других странах; выручка 7,6 млрд евро (из них 1,2 млрд от страхования), активы 411 млрд евро;
- инвестиции — получение дивидендов от инвестиций в такие компании, как Erste Group (9,92 %), Repsol, Telefónica (4,9 % акций, стоимость пакета 843 млн евро), Banco Fomento de Angola (48,1 %, 334 млн евро), Banco Comercial e de Investimentos и другие; выручка 96 млн евро, активы 3,3 млрд евро;
- BPI — банковские услуги дочернего банка BPI, в основном в Португалии, где он является пятым крупнейшим банком; выручка 690 млн евро, активы 37,6 млрд евро[1].

Бренд La Caixa поддерживается на всей территории Испании, за исключением в провинциях Валенсия и Кастельон, где используется бренд Banco de Valencia; и в регионе Мурсия, где используется бренд Banco de Murcia. Кроме того, название Cajasol используется в провинциях Кадис, Уэльва и Севилья; бренд CajaCanarias в провинции Санта-Крус-де-Тенерифе; а бренд Caja de Burgos в провинции Бургос.